# NGC 733
NGC 733 is een Ster in het sterrenbeeld Driehoek. Het hemelobject werd op 11 oktober 1850 ontdekt door de Ierse astronoom William Parsons.